# Kamalpur
Kamalpur é uma cidade e uma nagar panchayat no distrito de Dhalai, no estado indiano de Tripura.

## Geografia
Kamalpur está localizada a 24° 12′ N, 91° 50′ L. Tem uma altitude média de 16 metros (52 pés).

## Demografia
Segundo o censo de 2001, Kamalpur tinha uma população de 5 141 habitantes. Os indivíduos do sexo masculino constituem 52% da população e os do sexo feminino 48%. Kamalpur tem uma taxa de literacia de 82%, superior à média nacional de 59,5%: a literacia no sexo masculino é de 84% e no sexo feminino é de 79%. Em Kamalpur, 10% da população está abaixo dos 6 anos de idade.